# 3. Panzergrenadier-Division
La 3. Panzergrenadier-Division nacque nel giugno 1943 dalla ricostituzione della 3. Infanterie-Division (mot.) che era stata completamente distrutta nella battaglia di Stalingrado.
Inviata in Italia, prese parte all'operazione Achse e quindi combatté gli Alleati a Salerno e ad Anzio prima di essere spostata in Francia, dove ingaggiò le forze nemiche a sud-est di Parigi. Costretta a ritirarsi nella Saar, nel periodo novembre-dicembre 1944 venne riorganizzata per prendere parte all'offensiva delle Ardenne. Si arrese nella sacca della Ruhr nell'aprile 1945.
Alcuni soldati della divisione furono responsabili durante la campagna d'Italia della strage di Caiazzo, un episodio di atrocità contro i civili con l'uccisione di ventidue persone, tra cui donne e bambini.

## Storia
| Luogo                                | Periodo             |
| Francia                              | mar - giu 1943      |
| Italia                               | giu 1943 - ago 1944 |
| Francia                              | ago - nov 1944      |
| Germania occidentale                 | nov - dic 1944      |
| Ardenne, Germania e sacca della Ruhr | dic 1944 - apr 1945 |

La 3. Panzergrenadier-Division nacque a Lione il 23 giugno 1943 dalla ricostituzione della 3ª divisione fanteria motorizzata, distrutta a Stalingrado, assorbendo anche i resti della disciolta 386ª divisione fanteria motorizzata. A luglio venne trasferita in Italia settentrionale sotto il XIV. Panzerkorps. Nello stesso mese il Panzer-Abteilung 103 (103º battaglione corazzato) in forza alla divisione divenne un battaglione di cannoni d'assalto articolato su tre compagnie.
In agosto venne messa in allerta in vista dell'armistizio italiano, e il 9 settembre, rinforzata dai mezzi corazzati del kampfgruppe Büsing, occupò rapidamente Umbria e Toscana prima di scendere verso Roma dove contribuì al disarmo delle truppe italiane presenti nella capitale. In quello stesso mese fronteggiò gli Alleati a Salerno, spostandosi il mese successivo sulla linea Bernhardt e poi a Cassino. A novembre era impegnata sulla linea del Volturno, prima di venire messa brevemente a riposo a dicembre, sotto il gruppo d'armate C.
La divisione iniziò il 1944 scontrandosi nella zona di Aprilia contro gli Alleati sbarcati ad Anzio, stavolta inquadrata prima sotto il LXXVI Panzerkorps (gennaio), poi sotto il I Fallschirmkorps (marzo). A maggio, dopo lo sfondamento Alleato a Montecassino, iniziò a ritirarsi a nord di Roma. Il 23 agosto, dopo essere ritornata a luglio al XIV Panzerkorps, l'unità si spostò in Lorena, tra i fiumi Mosa e Mosella. Tre giorni dopo era sulla difensiva a Bar-le-Duc e Verdun, parte del XXXXVII. Panzerkorps. Dopo aver preso posizione a Saint-Mihiel l'ultimo giorno di agosto, arretrò nei primi giorni di settembre a Pont-à-Mousson, da dove le fu ordinato di trasferirsi a Metz per mettersi alle dipendenze del XIII. SS-Armeekorps. Agli inizi di ottobre, dopo una tappa a Saarbrücken, giunse nella zona di Aquisgrana, dove combatté fino alla fine di novembre sotto il LXXXI. Armeekorps.
A dicembre la 3. Panzergrenadier-Division venne messa in riposo in vista del suo impiego nell'offensiva delle Ardenne, che iniziò il 16 dicembre avanzando tra Elsenborn, Rocherat e Krinkelt fino a Bastogne. Passata il 30 dicembre al XXXIX. Panzerkorps, si ritirò fino al febbraio 1945 verso le Ardenne, fermandosi solamente presso la linea Sigfrido ma continuando comunque a combattere nell'Eifel con il LXXIV Armeekorps. Dal 17 al 25 marzo era in linea a Remagen insieme al LVIII. Panzerkorps ma, incalzata dagli Alleati, dovette ancora una volta ritirarsi, stavolta a Siegen, Winterberg e Lüdenscheid. Accerchiata nella sacca della Ruhr, capitolò tra il 14 e il 16 aprile mentre era sparpagliata tra Iserlohn e Medebach con il LXXIV Armeekorps.

### Crimini di guerra
Il 13 ottobre 1943 alcuni soldati della divisione furono protagonisti di un episodio di ferocia contro i civili; nella strage di Caiazzo il sottotenente Wolfgang Lehnigk-Emden e altri sei soldati tedeschi uccisero brutalmente ventidue persone, tra cui otto donne e nove bambini.
Il 29 agosto 1944 alcuni soldati della divisione uccisero un totale di ottantasei civili francesi nei villaggi di Robert-Espagne, Beurey-sur-Saulx, Couvonges e Mognéville.

## Ordine di battaglia
1943
- Panzer-Abteilung 103 (103º battaglione corazzato)
- Panzergrenadier-Regiment 8 (8º reggimento Panzergrenadier)
- Panzergrenadier-Regiment 29
- Artillerie-Regiment 3 (mot.) (3º reggimento artiglieria motorizzata)
- Feldersatz Bataillon 3 (3º battaglione rimpiazzi)
- Panzer-Aufklärungs-Abteilung 103 (103º battaglione ricognizione corazzato)
- Panzerjäger Abteilung 3 (3º battaglione cacciacarri)
- Pionier-Bataillon 3 (mot.) (3º battaglione del genio motorizzato)
- Nachrichten-Abteilung 3 (mot.) (3º battaglione comunicazioni motorizzato)
- Infanterie-Divisions Nachschubführer 3 (servizi)

Dati tratti da:

## Decorazioni
Alcuni soldati della 3. Panzergrenadier-Division furono premiati per le loro azioni in guerra:
- Croce Tedesca
  - in oro: 12
- Croce di Cavaliere della croce di ferro: 5
- Distintivo per combattimenti ravvicinati:
  - in bronzo: 3
  - in argento: 2

## Comandanti
| Nome                  | Grado                     | Inizio         | Fine           |
| Fritz-Hubert Gräser   | General der Panzertruppen | 1º marzo 1943  | marzo 1944     |
| Hans Hecker           | Generalmajor              | marzo 1944     | 1º giugno 1944 |
| Hans-Günther von Rost | Generalleutnant           | 1º giugno 1944 | 25 giugno 1944 |
| Walter Denkert        | Generalleutnant           | 25 giugno 1944 | aprile 1945    |

Dati tratti da: